# Senders
Senders is een van oorsprong patronomische achternaam, die zoon van Sander of zoon van Alexander betekent en is een verbastering van de naam Sanders.
De naam is voor het eerst geregistreerd omstreeks 1540 in Zeelst. In 2007 telde de naam in Nederland 676 naamdragers, waar dat er 450 waren in 1947. De grootste concentratie van naamdragers bevindt zich in Noord-Brabant, in de regio Eindhoven.

## Personen met deze naam
- Tim Senders, presentator en programmamaker (1990)
- Willy Senders, voetballer (1941-2001)